# Padovai egyházmegye
A Padovai egyházmegye a római katolikus egyház egyik olaszországi egyházmegyéje. A püspöke Claudio Cipolla, emeritus püspöke pedig Antonio Mattiazzo, aki az egyházmegye élén érsek volt ad personam.
A Velencei patriarkátus szuffragán egyházmegyéje. Két püspökét választották pápává, Pietro Barbo bíborost (II. Pált) és Carlo Rezzonico bíborost (XIII. Kelement).

## Története
A Páduai Szék alapításának ideje nincs pontosan meghatározva. A hagyomány a székhely alapítását az 1. század végén élt Szent Proszdokhoz, Pádua első püspökének nevéhez köti. A Padovai egyházmegye létezésének legkorábbi bizonyítéka a 4. század elejére nyúlik vissza. Az első katedrálist Padovában 313-ban építették Konstantin ediktumát követően. A hunok Attila vezetésével elpusztították a várost, a püspökök pedig Malamoccóba helyezték át rezidenciájukat. Csak a 7. században, Tricidius püspök vezetésével tért vissza a szék Padovába. Az 1117. január 3-i földrengés során a régi székesegyház összeomlott. Az épületet román stílusban építették át. A keresztelőkápolnát Giusto de Menabuoi freskói díszítették. 1551-ben hagyták jóvá Michelangelo Buonarroti új katedrálisának tervét, amelynek építése 1754-ig tartott, de a homlokzat befejezetlen maradt.1671-ben Gregorio Barbarigo püspök megalapította az egyházmegyei szemináriumot, amelyben 1684-ben nyomdát nyitott.

## Szomszédos egyházmegyék
- Veronai egyházmegye (délnyugat)
- Vicenzai egyházmegye (északnyugat)
- Trentói főegyházmegye (észak)
- Belluno-Feltrei egyházmegye (észak)
- Vittorio Venetó-i egyházmegye (északkelet)
- Trevisói egyházmegye (északkelet)
- Velencei patriarkátus (kelet)
- Chioggiai egyházmegye (délkelet)
- Adria-Rovigói egyházmegye (dél)

## Padova püspökei
- Szent Prosdocimus ( –kb. 100?) (1. püspök)
- Szent Maximus (139–166)? el. ( –kb. 190?) (2.  püspök)
- Szent Fidentius ? (3. püspök)
- Szent Procolus
- Teodorus
- Avisianus
- Ambrosius
- Szent Syrus
- Suadero
- Szent Leolinus (Leotinus, Leoninus, Leonius, Violinus?) (232–244)?
- Marianus
- Eupavius
- Felix
- Paulus
- Verus
- Crispinus (említett 344) ?
- Szent Hilarius (346 (al. 348 ?)) (17. püspök)
- Limpidius (um 370)
- Vitellius
- Probinus
- boldog Severianus
- Barulus
- boldog Johannes
- Cyprianus
- Nicolaus
- Olympius
- Felix II.
- Diodatus
- boldog Pietro di Limena
- Virgilius (Vigilius, Vigulus) (um 574)
- Felix III. (591–?)
- Audacius (?–609)
- Tricidius (620–647?)
- Berguald (Berguabous) (647–660)
- Vitalis (662–?)
- Otho (Oddone) (?–609)
- Absalon (678–?)
- Richinardus (?–693)
- Gonsaldus (Gosoldus, Tosoldus) (708–?)
- Diversus (Divertus, Diutus) (721–?)
- Theodosius (730–?)
- Rodingus (748–?)
- Bodo (748–?)
- Joseph (?–765)
- Rodo (Rosius) (780–?)
- Luitaldus (Luitardus, Liutio) (793–820)
- Domenicus (um 827)
- Aldegusius (830–?)
- Nitingus (Doting.) (838–852)
- Ercuradus (Hercuradus, Ercorado) (852–860/61)
- Rosrius (Rosius, Rorsus) (említett  866 és 874)
- Bilongus (Biloangus) (881–?)
- Liotaldus (886–?)
- Osbaldus (Osbald) (?–895)
- Petrus II. (897–?)
- Ebo (Ebbo) (?–904)
- Sibico (911–917?)
- Turringarius (említett 919)
- Valtus (Walaycus)
- Petrus II. (említett 931) ?
- Petrus III. (938–?)
- Ardemanus (?–940)
- Adalbertus (942)[1]
- Gauslinus (964–977/978)
- Orso (992–1027)
- Aistolfo (1031)
- Burcardo (1034–1045)
- Arnaldus (1046–1047)
- Bernardo Maltraverso (1048–1058)
- Waltolf (1060–1064)
- Udalricus (1064–1080)
- Milone (1080–1090/95)
- Pietro (1096–1106-ban leváltották, ellenpüspök 1110-ig)
- Sinibaldi (1106/7–1125/26)
- Szent Bellino Bertaldo (1128–1147)
- Giovanni Cacio (1148–1165)
- Gerardo Offreducci da Marostica (1165–1213)
- Giordano (1214–1228)
- Giacomo Corrado (1229–1239)
- Sigebaldo Caballazio (1239–1249)
- Giovanni Forzatè (1251–1283)
- Bernardo Platon (1287–1295)
- Giovanni Sabelli (1295–1299)
- Ottobono di Razzi (1299–1302)
- Pagano della Torre? (1302–1319)
- Ildebrandino Conti (1319–1352)
- Giovanni Orsini (1353–1359)
- Pietro Pileo di Prata (1359–1370)
- Elie de Ventadour (1371–1373) (Comborn-ház)
- Raimondo (1374–1386)
- Giovanni Enselmini (1388–1392)
- Hugo Roberti (1396. május 7. és április 12. között)
- Stefano da Carrara (1396–1405) (Teramoi püspök is)
- Alberto Micheli (1405–1409)
- Pietro Marcello (1409–1428)
- Pietro Donato (1428–1447)
- Fantino Dandolo (1448–1459)
  - Pietro Barbo, bíboros (1459–1460) (Apostoli kormányzó)
- Jacopo Zeno (1460–1481)
  - Pietro Foscari, bíboros (1481–1485) (Apostoli kormányzó)
- Pietro Barozzi (1487–1507)
- Sisto Gara della Rovere (1509–1517)
- Marco Cornaro, bíboros (1517–1524)
- Francesco Pisani, bíboros (1524–1555)
- Luigi Pisani, bíboros (1555–1570)
- Nicolò Ormanetto (1570–1577)
- id. Federico Cornaro, bíboros (1577–1590)
- Alvise Cornaro (1590–1594)
- Marco Cornaro (1594–1625)
- Pietro Valier, bíboros (1625–1629)
- Federico Baldissera Bartolomeo Cornaro, bíboros (1629–1631)
- Marcantonio Cornaro (1632–1636)
- Luca Stella (1632–1641)
- Giorgio Corner (1643–1663)
- Szent Gregorio Giovanni Gasparo Barbarigo (1664–1697)
- Giorgio Cornaro, bíboros (1697–1722)
- Giovanni Francesco Barbarigo (1723–1730)
- Carlo della Torre Rezzonico (1743–1758)
- Sante Veronese, bíboros (1758–1767)
- Antonio Priuli, bíboros (1767–1772)
- Nicolò Antonio Giustiniani (1772–1796)
- Sede vacante (1796–1807)
- Francesco Scipio Dondi Orologio (1807–1819)
- Modesto Farina (1821–1856)
- Federico de Marchesi Manfredini (1857–1882?)
- Giuseppe Callegari, bíboros (1882–1906)
- Luigi Pellizzo (1906–1923)
- Elia Dalla Costa (1923–1931)
- Carlo Agostini (1932–1949)
- Girolamo Bartolomeo Bortignon O.F.M. Cap. (1949–1982)
- Filippo Franceschi (1982–1988)
- Antonio Mattiazzo (1989–2015)
- Claudio Cipolla (2015–)

## Fordítás
Ez a szócikk részben vagy egészben  a(z)   Епархия Падуи című orosz Wikipédia-szócikk ezen változatának fordításán alapul.  Az eredeti cikk szerkesztőit annak laptörténete sorolja fel. Ez a jelzés csupán a megfogalmazás eredetét és a szerzői jogokat jelzi, nem szolgál a cikkben szereplő információk forrásmegjelöléseként.
Ez a szócikk részben vagy egészben  a   Liste der Bischöfe von Padua című német Wikipédia-szócikk fordításán alapul.  Az eredeti cikk szerkesztőit annak laptörténete sorolja fel. Ez a jelzés csupán a megfogalmazás eredetét és a szerzői jogokat jelzi, nem szolgál a cikkben szereplő információk forrásmegjelöléseként.